# HD 129153
HD 129153，又名BD+14 2769，SAO 101137、HR 5473，是一颗恒星，视星等为5.91，位于銀經10.34，銀緯61.1，其B1900.0坐标为赤經14h 35m 55.4s，赤緯+13° 61.1′ 50″。